# Лінц-Головний
48°17′26″ пн. ш. 14°17′28″ сх. д. / 48.290556° пн. ш. 14.291111° сх. д.
Лінц-Головний — залізнична станція в Лінці, третьому за величиною місті Австрії та столиці федеральної землі Верхня Австрія.

Відкритий в 1858 році вокзал є центром транспортного вузла Лінца.
Станція є частиною Західної залізниці, а також є кінцевою для Пірнської, Саммерауерської та Лінцерської залізниці (LILO).
Станція належить Австрійській федеральній залізниці (ÖBB); Потяги обслуговуються ÖBB та LILO.
Пасажирообіг — 40 800 пасажирів/щодня у 2018/2019 роках.

Головний залізничний вокзал Лінца розташований на Бангофплац, біля південного краю центра міста.

## Історія
Першу будівлю центрального вокзалу Лінца було завершено в 1858 році, одночасно з прибуттям Західної залізниці.
Вокзал був перебудований нацистами з 1936 року, будучи найближчим містом до місця народження Адольфа Гітлера, у суворому модерністському стилі, що характеризується залізобетонним каркасом, високими стелями та подовженими вікнами. 

Але до моменту його завершення Лінц уже був визначений одним із п’яти «міст фюрера», де буде проведена повна реконструкція. 
У плані реконструкції станцію було визначено як місце для Музею фюрера, а станцію було перенесено на чотири кілометри на південь, на протилежному кінці нового головного бульвару. 
.
Однак ці плани реконструкції так і не були втілені в життя, і після того, як відбудований вокзал був пошкоджений бомбардуваннями союзників під час Другої світової війни, вокзал було перебудовано вдруге в 1949 — 1955 роках. 

До кінця ХХ століття вокзал уже не відповідав зростаючим вимогам сучасного громадського транспорту. 
У 2002-2004 роках вокзал було повністю замінено новою будівлею, спроектованою Вільгельмом Гольцбауером. 
Ця реконструкція також додала хмарочос Terminal Tower як частину багатофункціонального комплексу. 

## Опис вокзалу
Сучасна будівля вокзалу складається з трьох рівнів. 
Головний вхід знаходиться на рівні землі, поруч зі стоянкою таксі, а також забезпечує сполучення з автовокзалом станції.

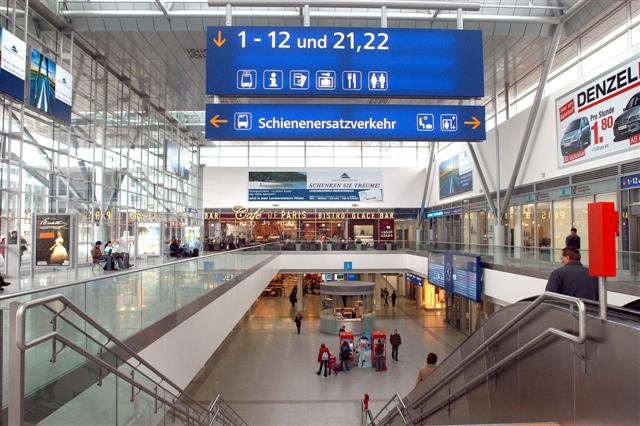
Нинішній головний зал

Автобусний термінал використовується Postbus і деякими автобусними і тролейбусними маршрутами, які обслуговує Linz AG. 
Його також використовують регіональні автобуси компанії Welser, які з'єднують Лінц із сусідніми громадами Траун і Ансфельден.
Доступ до залізничних платформ здійснюється через проміжний рівень будівлі. 
Тут, поряд з квитковими касами ÖBB, інформаційними службами та клубним лаунжем ÖBB, є крамниці та ресторани.
У підвалі розташовані зупинки всіх трьох ліній трамвайної мережі Лінца та підземний гараж.
Завдяки коротким маршрутам пересадки, великому розміру та яскравій атмосфері будівля неодноразово отримувала нагороду Verkehrsclub Österreich як найпопулярніша та найкрасивіша залізнична станція в Австрії, випереджаючи вокзали у Клагенфурті, Вінер-Нойштадті та Вельсі.

## Платформи

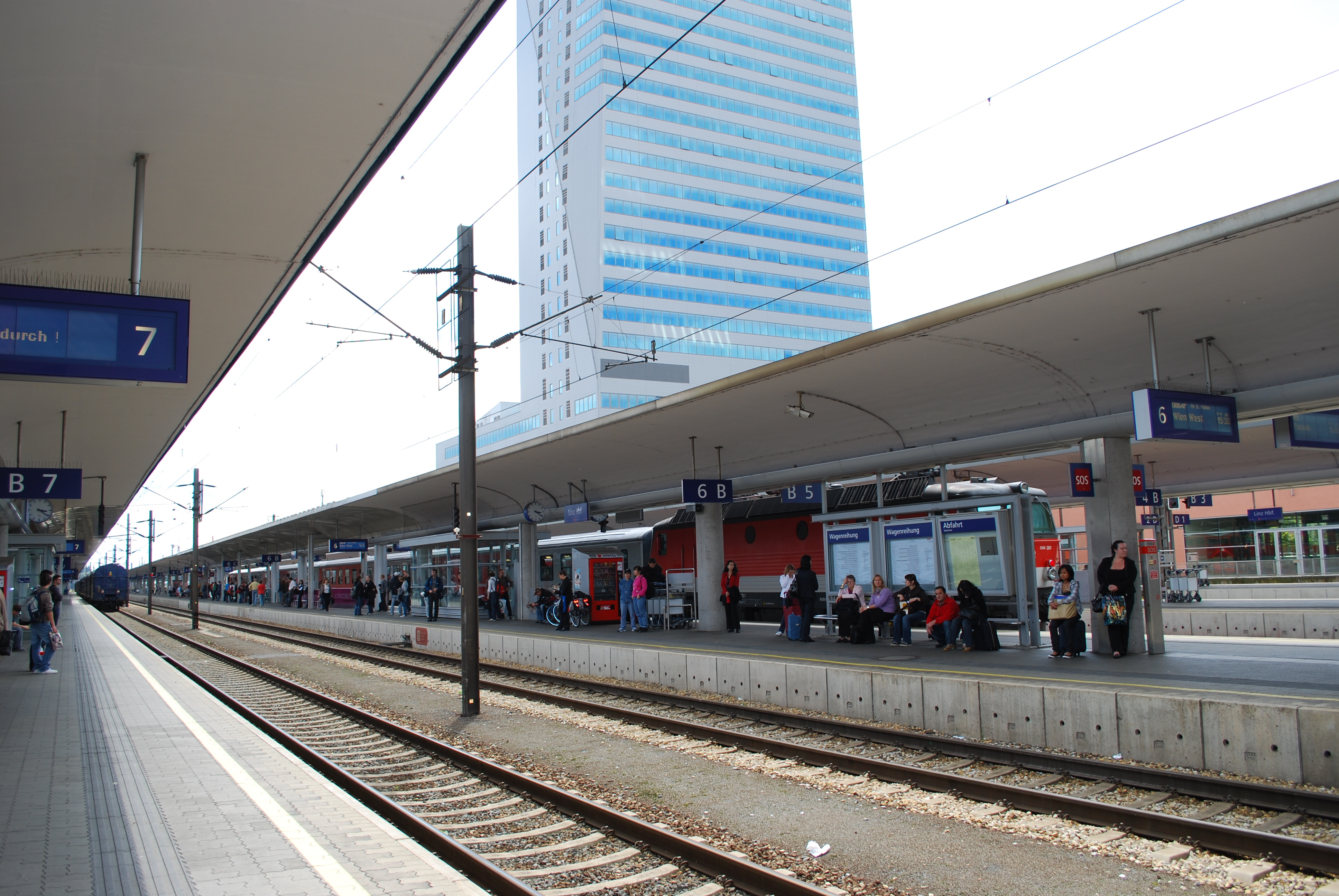
Вид на платформи

Станом на 2015 рік Лінц-Головний мав 14 діючих станційних платформ, з яких платформи 21 і 1 були призначені для поїздів Linzer Lokalbahn.
Платформи мають найновіший дизайн, щоб відповідати вимогам Bahnhofsoffensive ÖBB. 
Всі вони обладнані ліфтами або ескалаторами. 
Усі платформи, крім платформи 22, є наскрізними.
Платформи 21 і 22 в основному використовуються лініями S-Bahn.